# Liste des représentations diplomatiques de l'Algérie

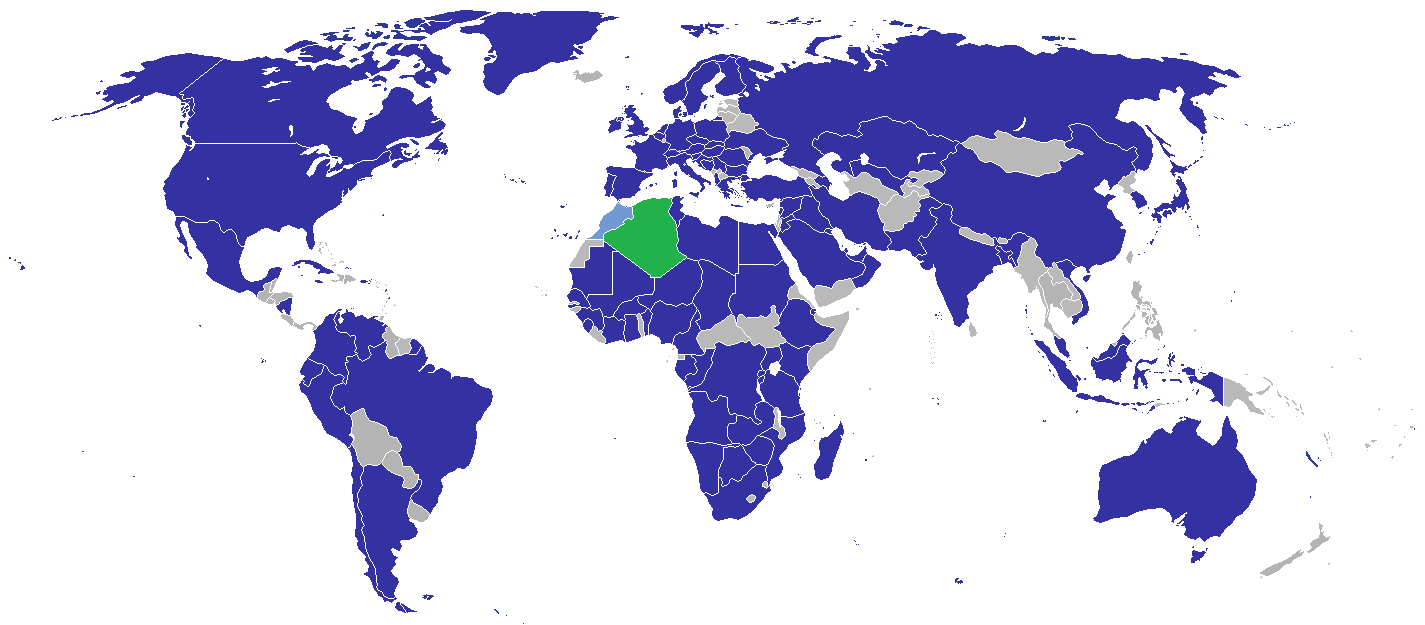
Représentations diplomatiques d'Algérie.

Voici la liste des représentations diplomatiques de l'Algérie à l'étranger :

## Afrique
- Afrique du Sud
  - Pretoria (ambassade)
- Angola
  - Luanda (ambassade)
- Botswana
  - Gaborone (ambassade)
- Burkina Faso
  - Ouagadougou (ambassade)
- Burundi
  - Bujumbura (ambassade)
- Cameroun
  - Yaoundé (ambassade)
- République démocratique du Congo
  - Kinshasa (ambassade)
- République du Congo
  - Brazzaville (ambassade)
- Côte d'Ivoire
  - Abidjan (ambassade)
- Djibouti
  - Djibouti (ambassade)
- Égypte
  - Le Caire (ambassade)
- Éthiopie
  - Addis-Abeba (ambassade)
- Gabon
  - Libreville (ambassade)
- Ghana
  - Accra (ambassade)
- Guinée
  - Conakry (ambassade)
- Kenya
  - Nairobi (ambassade)
- Libye
  - Tripoli (ambassade)
  - Tripoli (consulat général)
  - Sabha (consulat)
- Madagascar
  - Antananarivo (ambassade)
- Mali
  - Bamako (ambassade)
  - Gao (consulat)
- Maroc
  - Casablanca (consulat général)
  - Oujda (consulat)
- Mauritanie
  - Nouakchott (ambassade)
  - Nouadhibou (consulat)
- Mozambique
  - Maputo (ambassade)
- Namibie
  - Windhoek (ambassade)
- Niger
  - Niamey (ambassade)
  - Agadez (consulat)
- Nigeria
  - Abuja (ambassade)
- Ouganda
  - Kampala (ambassade)
- Rwanda
  - Kigali (ambassade)
- Sénégal
  - Dakar (ambassade)
- Sierra Leone
  - Freetown (ambassade)
- Soudan
  - Khartoum (ambassade)
- Tanzanie
  - Dar es Salaam (ambassade)
- Tchad
  - N'Djamena (ambassade)
- Tunisie
  - Tunis (ambassade)
  - Tunis (consulat général)
  - Le Kef (consulat)
  - Gafsa (consulat)
- Zambie
  - Lusaka (ambassade)
- Zimbabwe
  - Harare (ambassade)

## Amérique
- Argentine
  - Buenos Aires (ambassade)
- Brésil
  - Brasilia (ambassade)
- Canada
  - Ottawa (ambassade)
  - Montréal (consulat général)
- Chili
  - Santiago du Chili (ambassade)
- Colombie
  - Bogota (ambassade)
- Cuba
  - La Havane (ambassade)
- Équateur
  - Quito (ambassade)
- États-Unis
  - Washington (ambassade)
  - New York (consulat général)
  - San Francisco (consulat général)
- Jamaïque
  - Kingston (ambassade)
- Mexique
  - Mexico (ambassade)
- Nicaragua
  - Managua (ambassade)
- Pérou
  - Lima (ambassade)
- Venezuela
  - Caracas (ambassade)

## Asie
- Arabie saoudite
  - Riyad (ambassade)
  - Djeddah (consulat général)
- Azerbaïdjan
  - Bakou (ambassade)
- Bahreïn
  - Manama (ambassade)
- Chine
  - Pékin (ambassade)
- Corée du Sud
  - Séoul (ambassade)
- Émirats arabes unis
  - Abou Dabi (ambassade)
  - Dubaï (consulat)
- Inde
  - New Delhi (ambassade)
- Indonésie
  - Jakarta (ambassade)
- Irak
  - Bagdad (ambassade)
- Iran
  - Téhéran (ambassade)
- Japon
  - Tokyo (ambassade)
- Jordanie
  - Amman (ambassade)
- Kazakhstan
  - Astana (ambassade)
- Koweït
  - Koweït (ambassade)
- Liban
  - Beyrouth (ambassade)
- Malaisie
  - Kuala Lumpur (ambassade)
- Oman
  - Mascate (ambassade)
- Ouzbékistan
  - Tachkent (ambassade)
- Pakistan
  - Islamabad (ambassade)
- Qatar
  - Doha (ambassade)
- Syrie
  - Damas (ambassade)
- Turquie
  - Ankara (ambassade)
  - Istanbul (consulat général)
- Vietnam
  - Hanoï (ambassade)

## Europe
- Albanie
  - Tirana (ambassade)
- Allemagne
  - Berlin (ambassade)
  - Francfort-sur-le-Main (consulat général)
- Autriche
  - Vienne (ambassade)
- Belgique
  - Bruxelles (ambassade)
  - Bruxelles (consulat général)
- Bosnie-Herzégovine
  - Sarajevo (ambassade)
- Bulgarie
  - Sofia (ambassade)
- Croatie
  - Zagreb (ambassade)
- Danemark
  - Copenhague (ambassade)
- Espagne
  - Madrid (ambassade)
  - Alicante (consulat général)
  - Barcelone (consulat général)
- Finlande
  - Helsinki (ambassade)
- France
  - Paris (ambassade)
  - Paris (consulat général)
  - Lille (consulat général)
  - Lyon (consulat général)
  - Marseille (consulat général)
  - Strasbourg (consulat général)
  - Besançon (consulat)
  - Bobigny (consulat)
  - Bordeaux (consulat)
  - Créteil (consulat)
  - Grenoble (consulat)
  - Metz (consulat)
  - Montpellier (consulat)
  - Nanterre (consulat)
  - Nantes (consulat)
  - Nice (consulat)
  - Pontoise (consulat)
  - Saint-Étienne (consulat)
  - Toulouse (consulat)
- Grèce
  - Athènes (ambassade)
- Hongrie
  - Budapest (ambassade)
- Irlande
  - Dublin (ambassade)
- Italie
  - Rome (ambassade)
  - Milan (consulat général)
  - Naples (consulat général)
- Norvège
  - Oslo (ambassade)
- Pays-Bas
  - La Haye (ambassade)
- Pologne
  - Varsovie (ambassade)
- Portugal
  - Lisbonne (ambassade)
- Tchéquie
  - Prague (ambassade)
- Roumanie
  - Bucarest (ambassade)
- Royaume-Uni
  - Londres (ambassade)
  - Londres (consulat général)
- Russie
  - Moscou (ambassade)
- Serbie
  - Belgrade (ambassade)
- Slovénie
  - Ljubljana (ambassade)
- Suède
  - Stockholm  (ambassade)
- Suisse
  - Berne (ambassade)
  - Genève (consulat général)
- Ukraine
  - Kiev (ambassade)

## Océanie
- Australie
  - Canberra (ambassade)

## Organisations internationales
- ONU
  - Genève  (mission permanente auprès de l'Organisation des Nations unies)
  - New York (mission permanente auprès de l'Organisation des Nations unies)
  - Vienne (mission permanente auprès de l'Organisation des Nations unies)

- Union africaine (membre fondateur)
  - Addis-Abeba (mission permanente auprès de l'Union africaine)

- Ligue arabe (membre fondateur)
  - Le Caire (mission permanente auprès de la Ligue arabe)

- OCI (membre fondateur)
  - Djeddah (mission permanente auprès de l'Organisation de la coopération islamique)

- Union européenne
  - Bruxelles  (mission permanente auprès de l'Union européenne)

- OPEP (membre fondateur)
  - Vienne (mission permanente auprès de l'Organisation des pays exportateurs de pétrole)

- FPEG (membre fondateur)
  - Doha (mission permanente auprès du Forum des pays exportateurs de gaz)

- UNESCO
  - Paris (mission permanente auprès de l'UNESCO)

- Organisation des Nations unies pour l'alimentation et l'agriculture
  - Rome (mission permanente auprès de l'Organisation des Nations unies pour l'alimentation et l'agriculture)

## Galerie

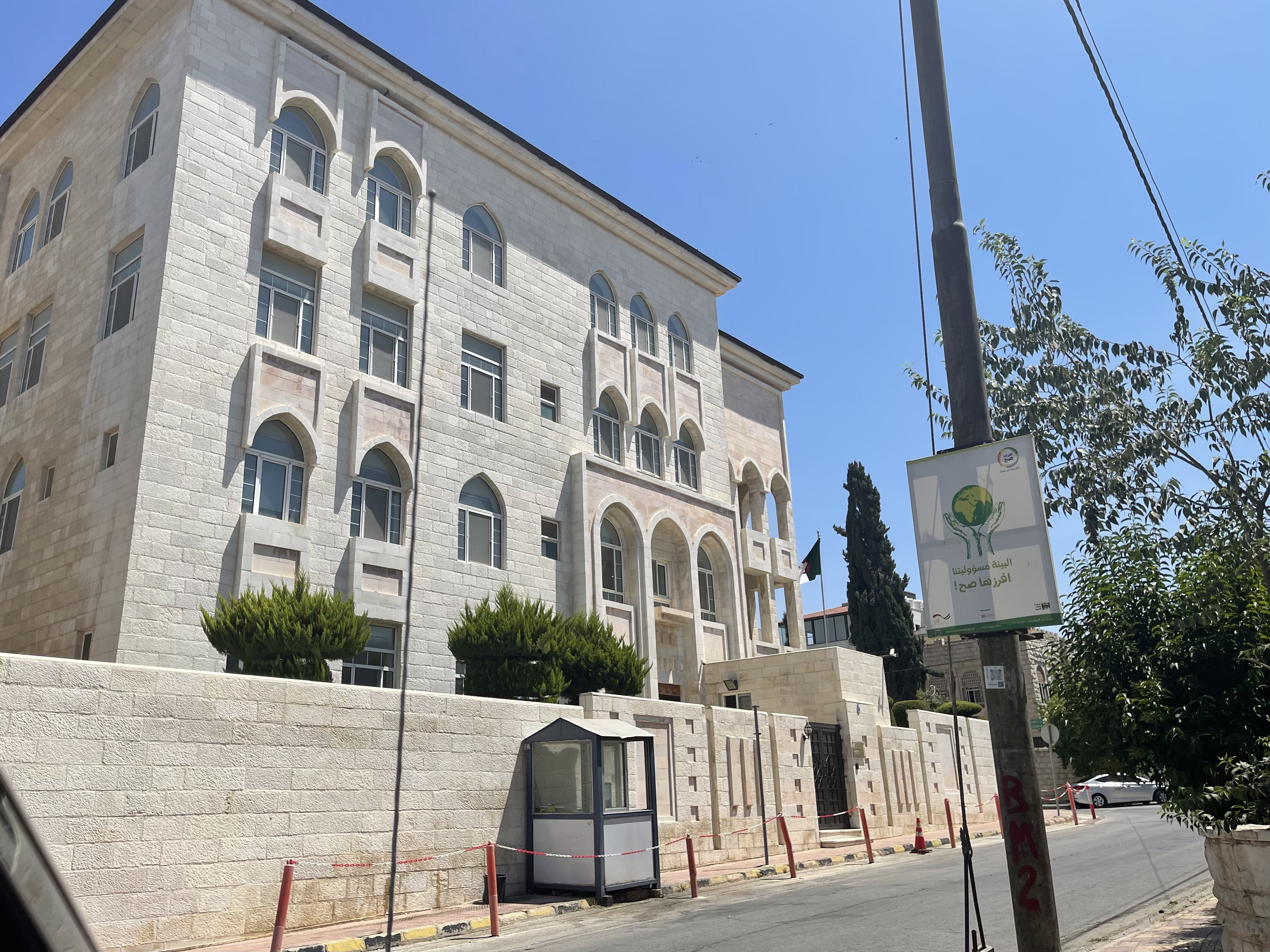
Ambassade à Amman.
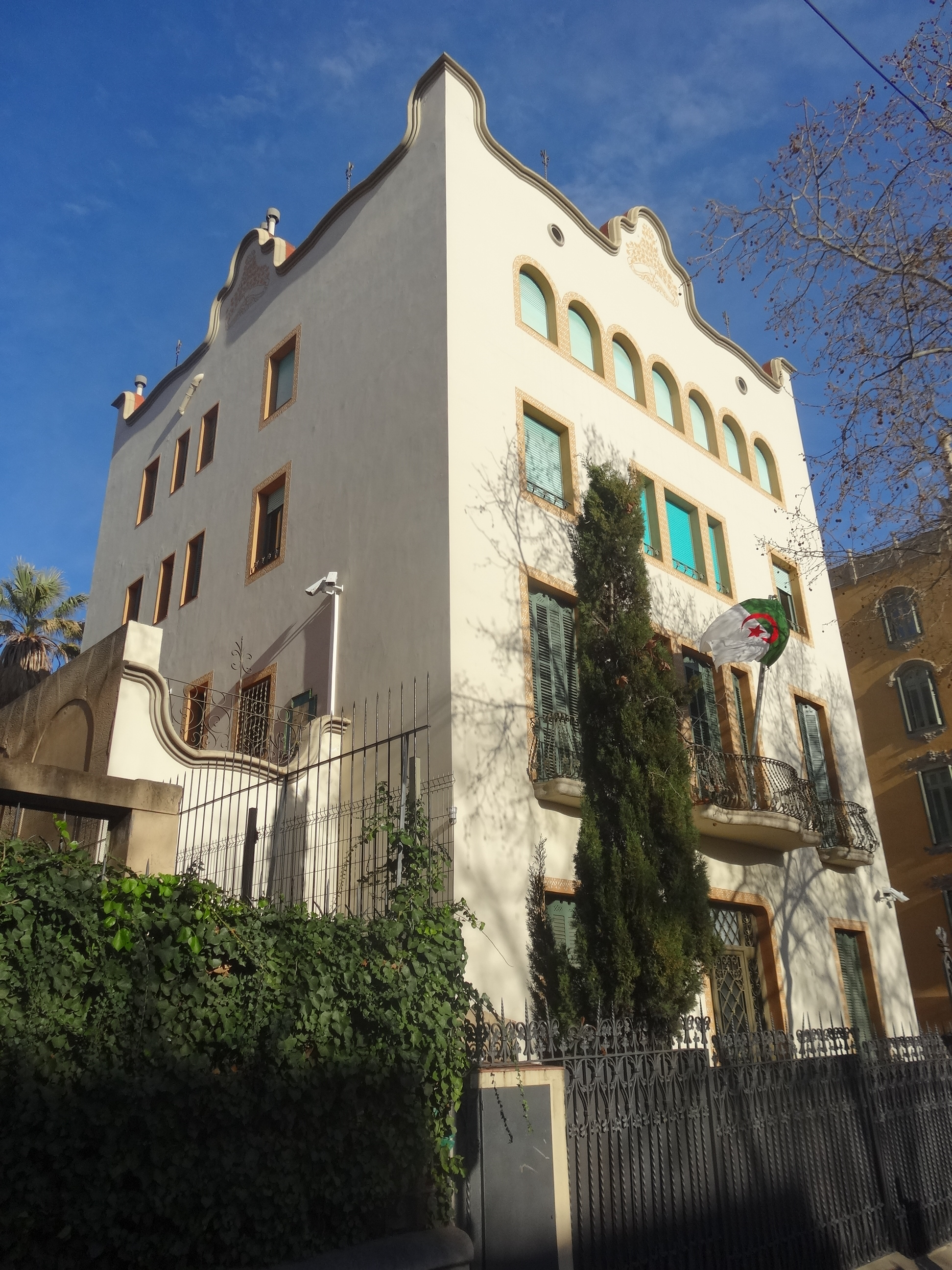
Consulat général à Barcelone.
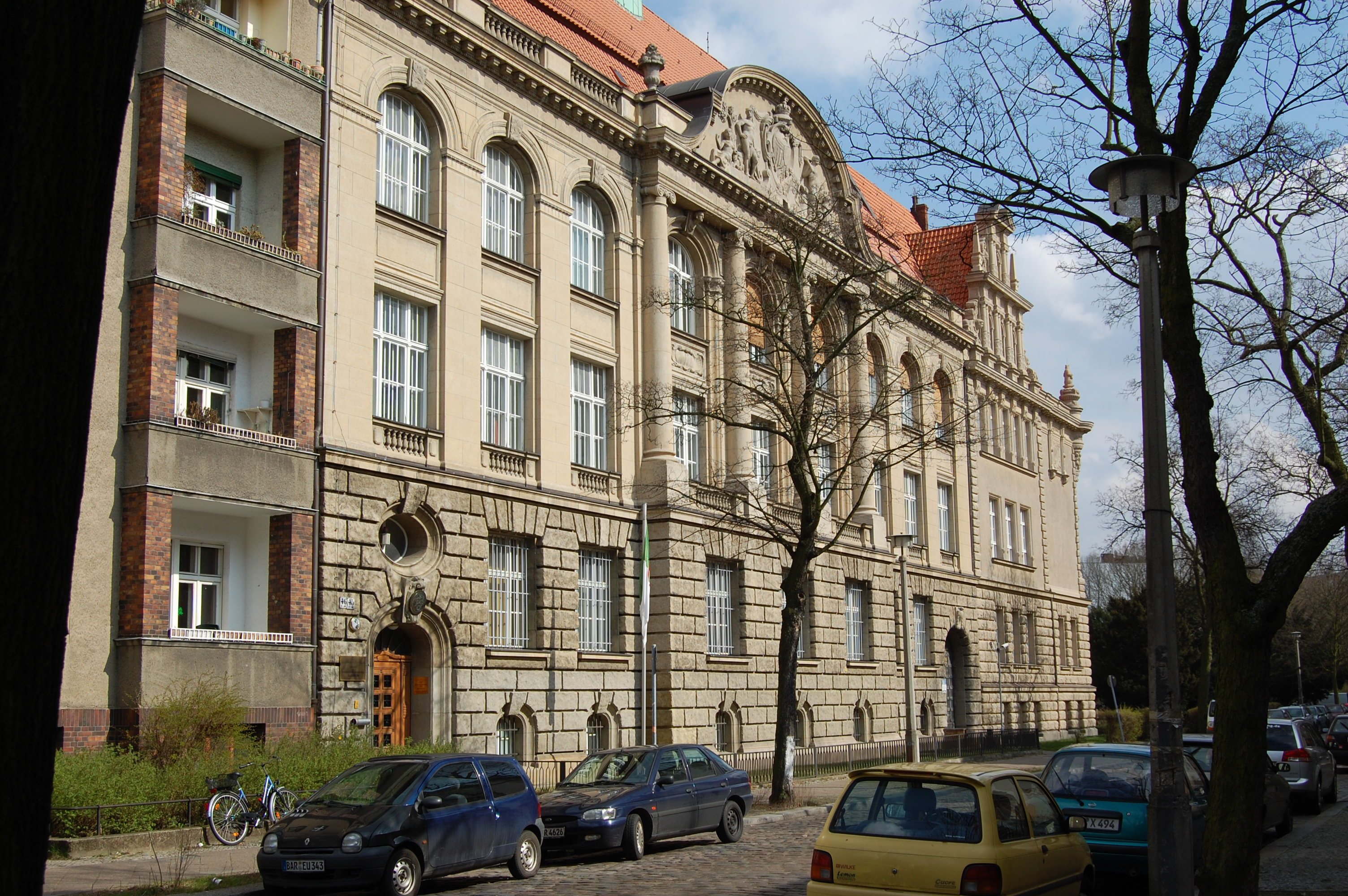
Ambassade à Berlin.
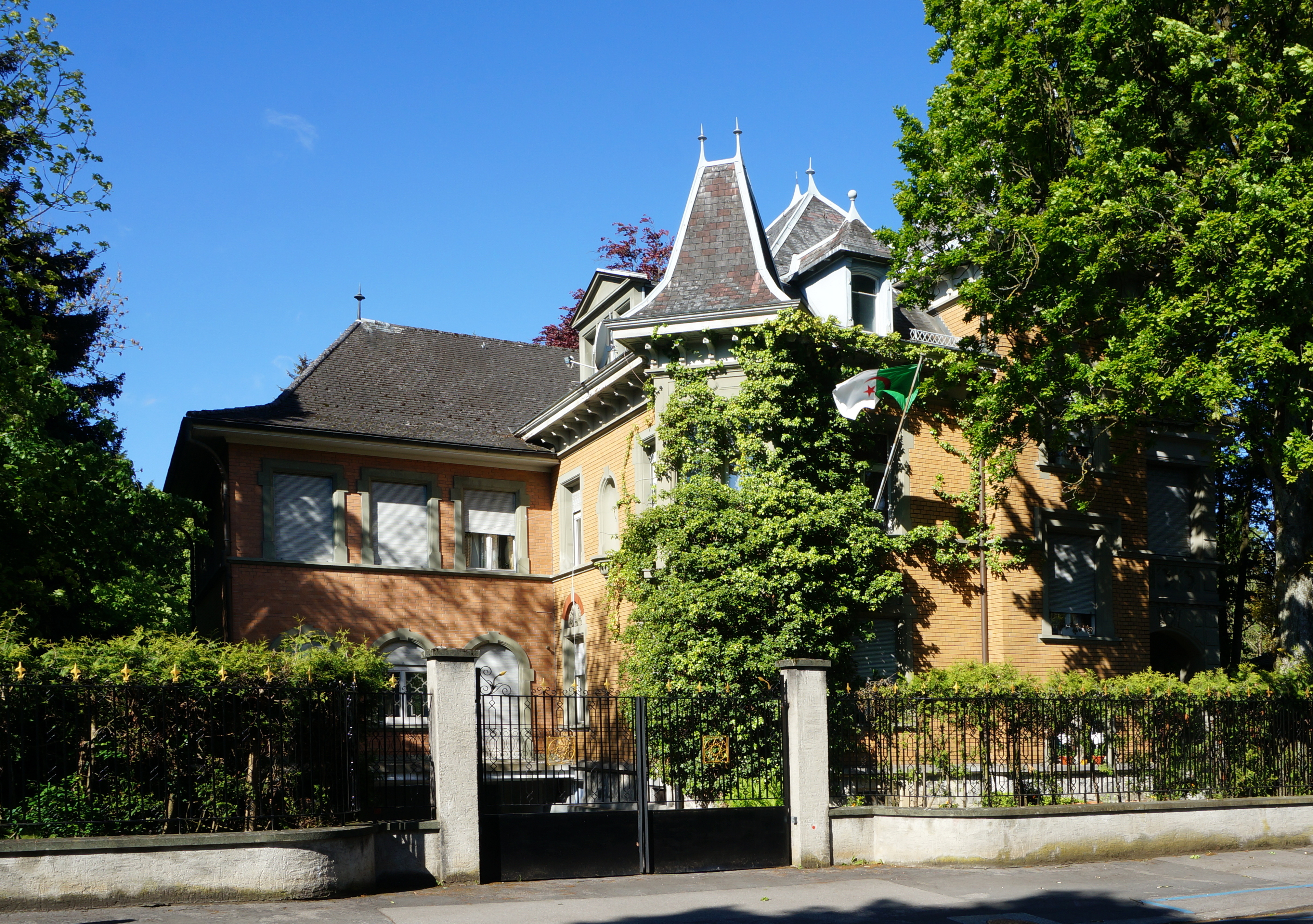
Ambassade à Berne.
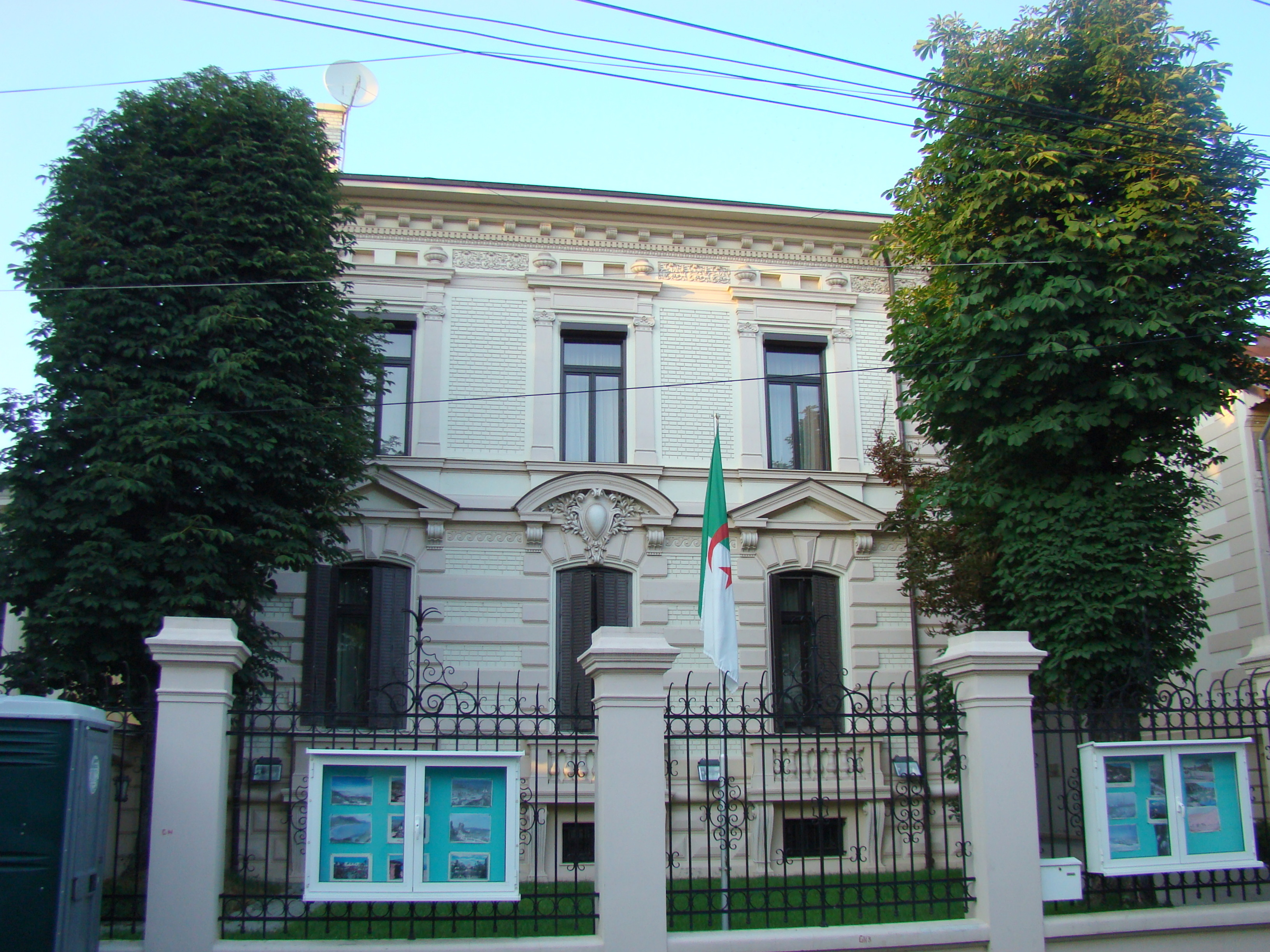
Ambassade à Bucarest.
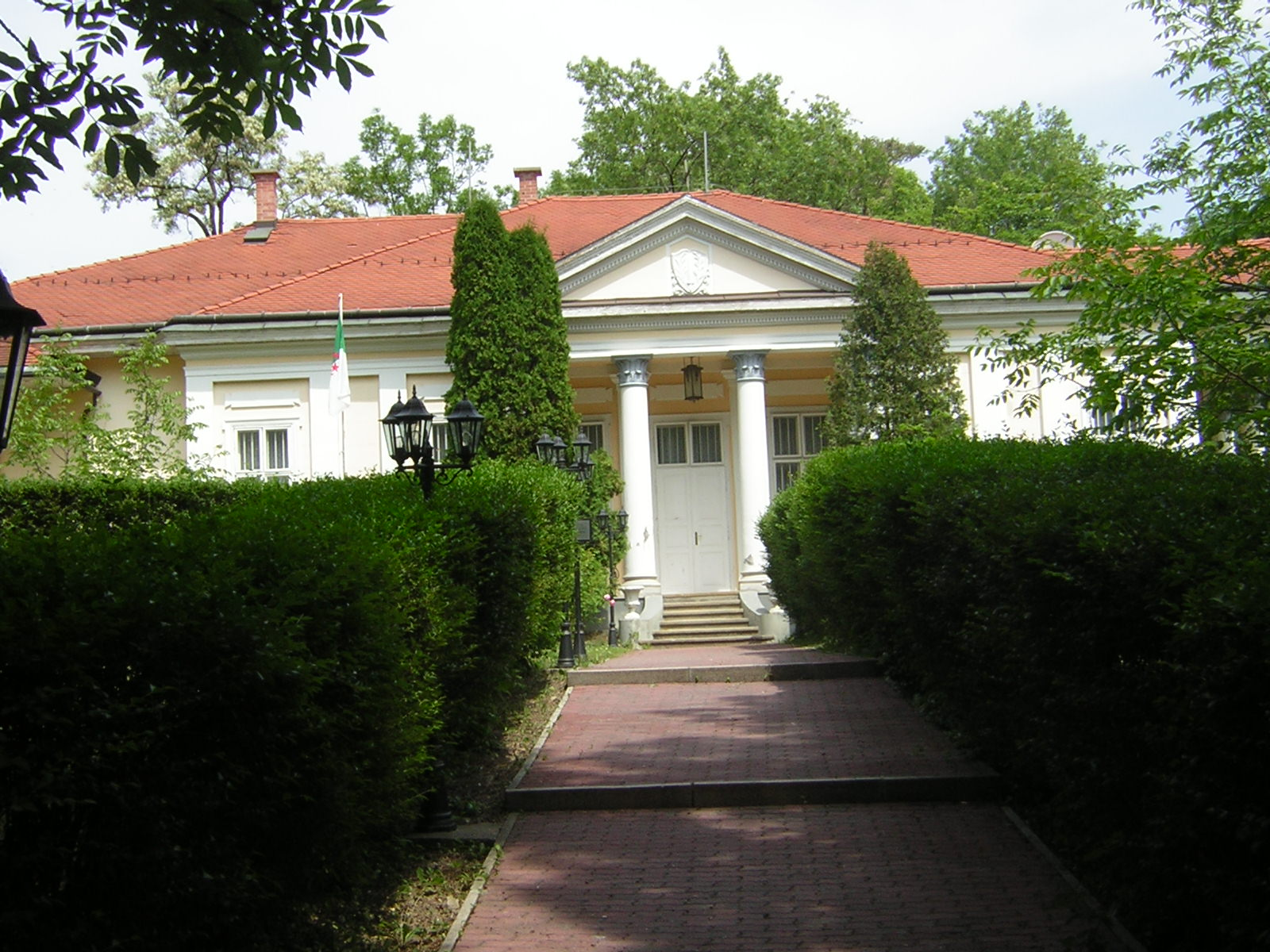
Ambassade à Budapest.
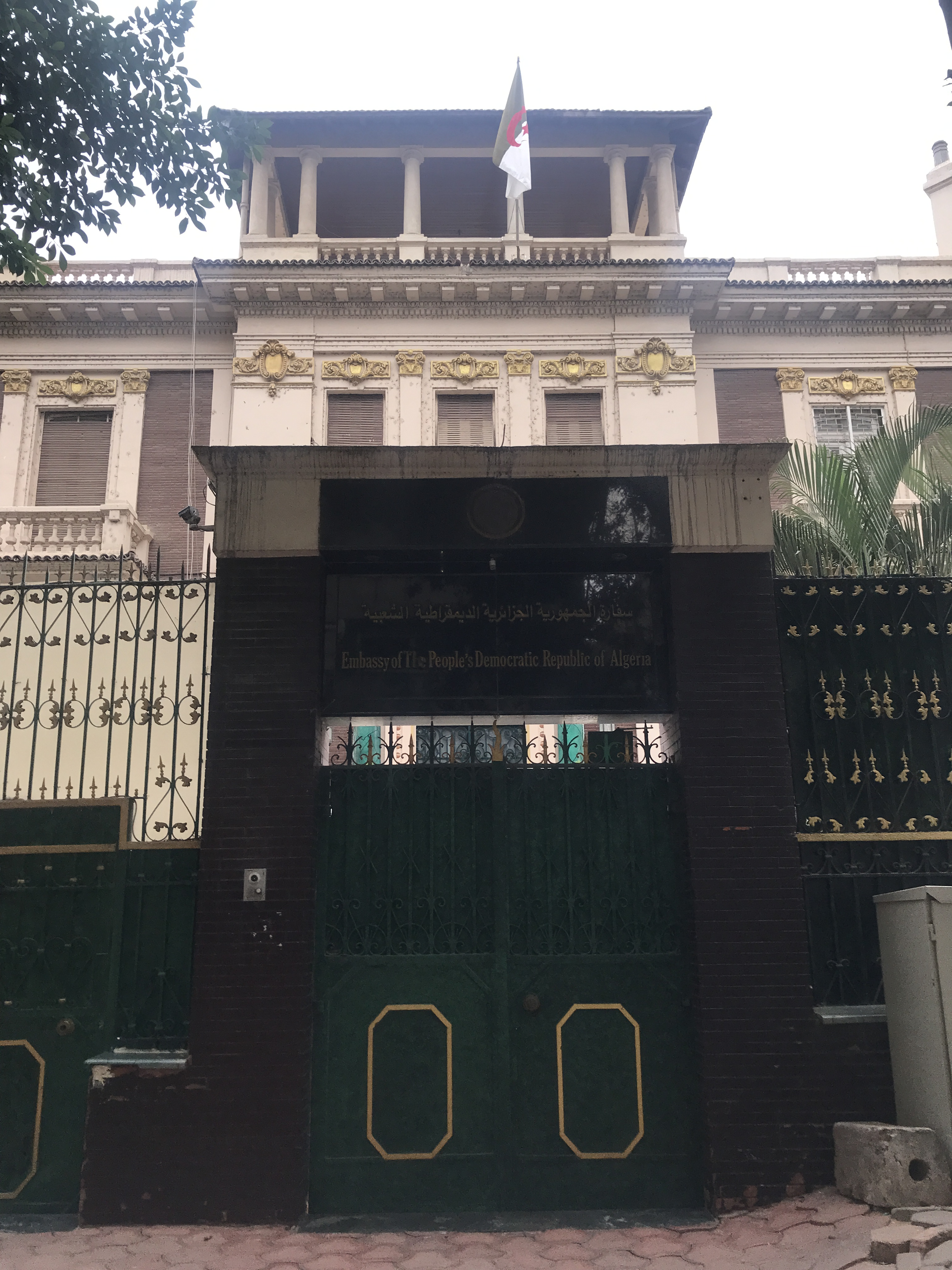
Ambassade à Caire.
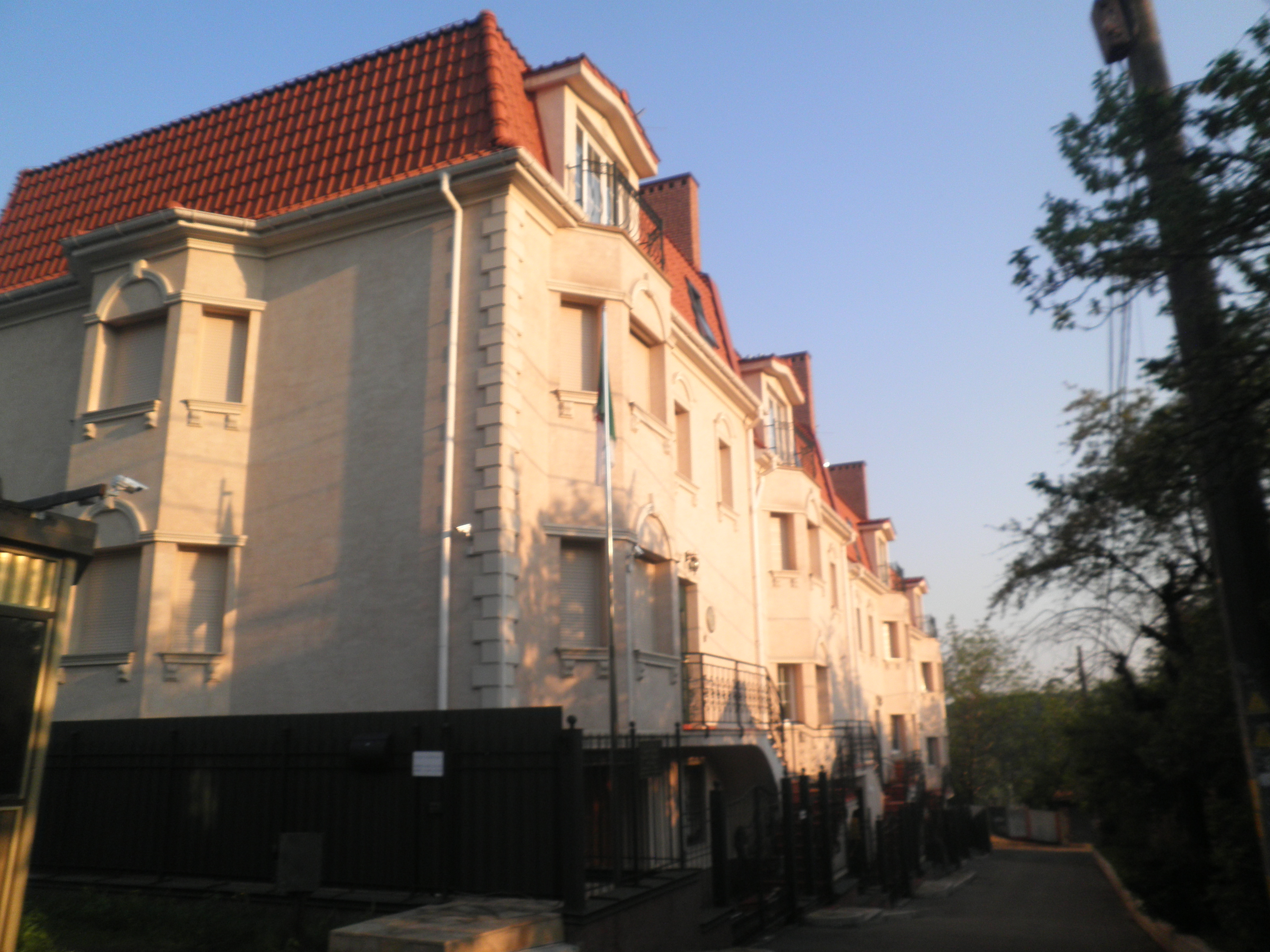
Ambassade à Kiev.
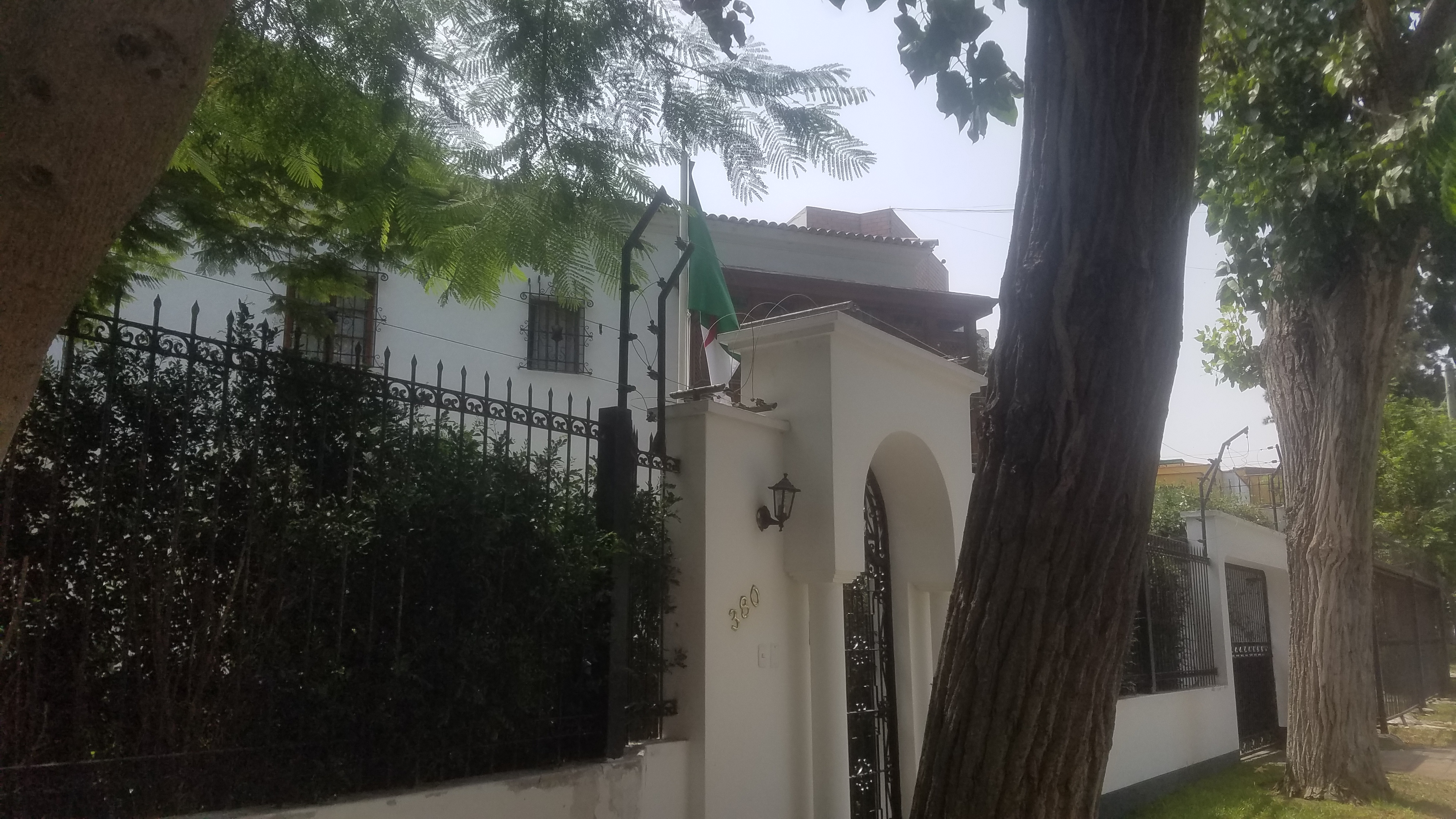
Ambassade à Lima.
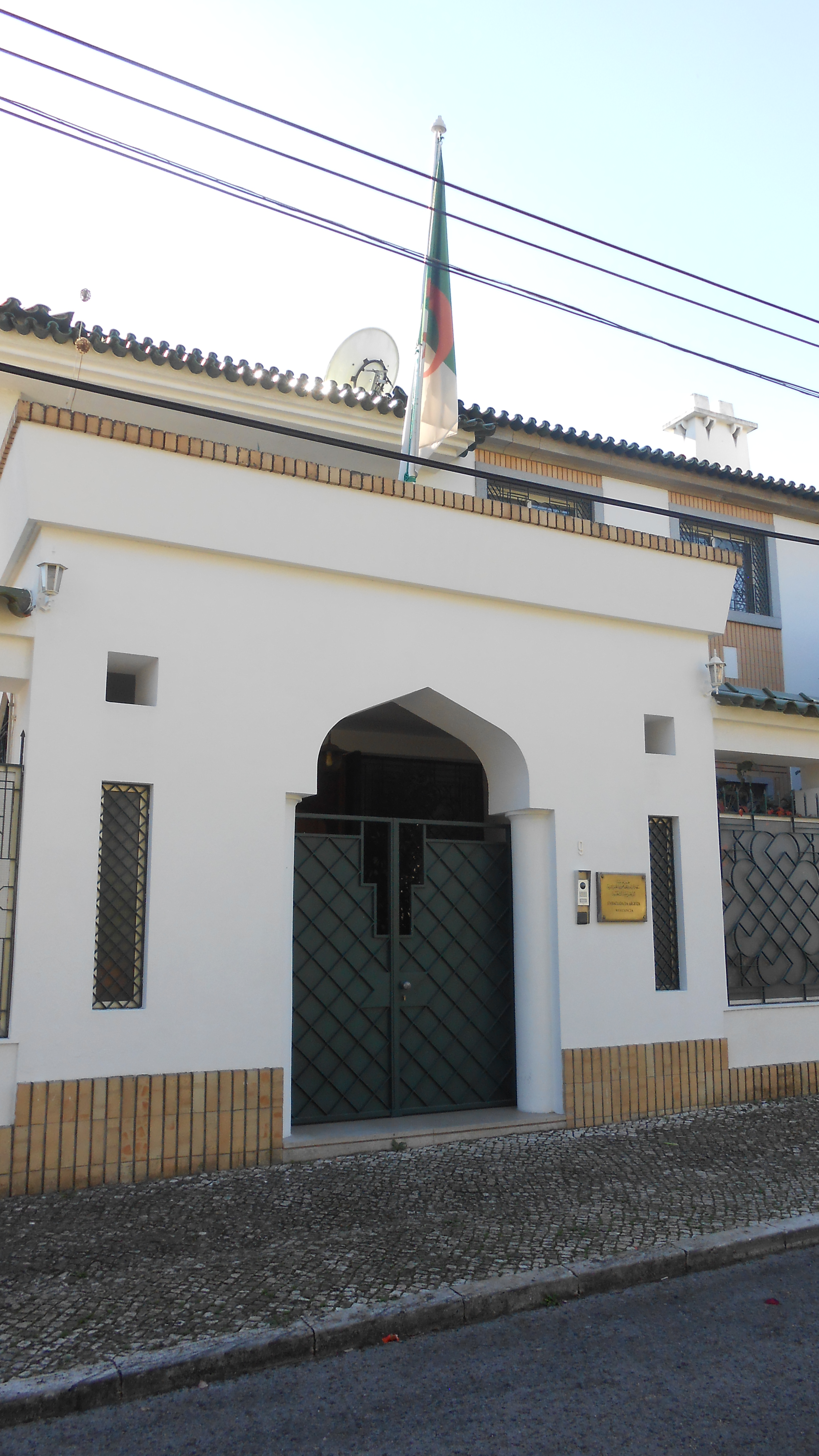
Ambassade à Lisbonne.
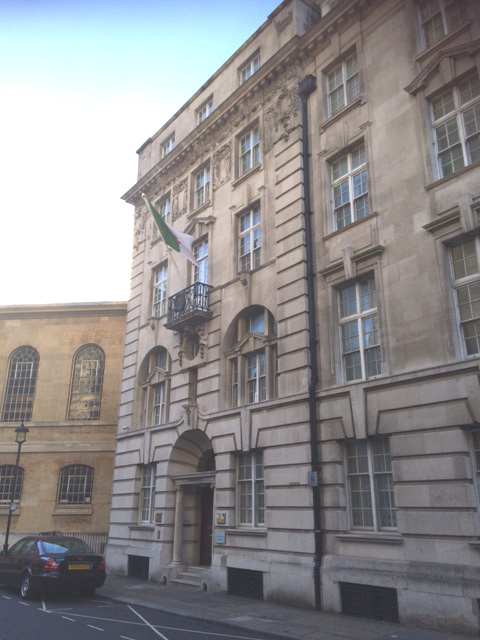
Ambassade à Londres.
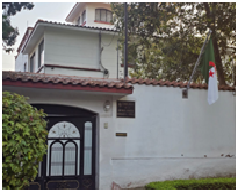
Ambassde à Mexico.
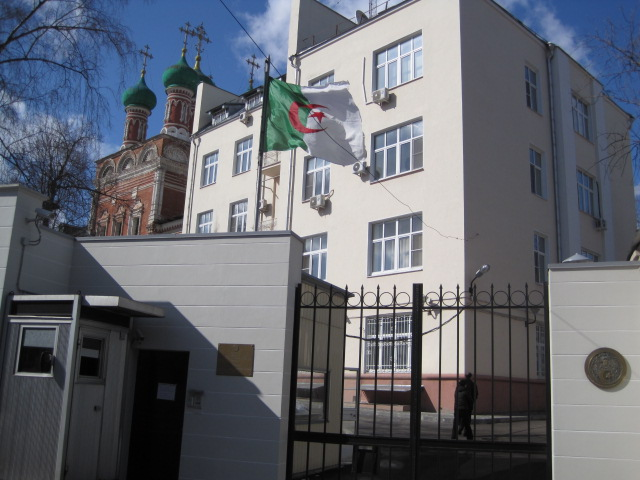
Ambassade à Moscou.
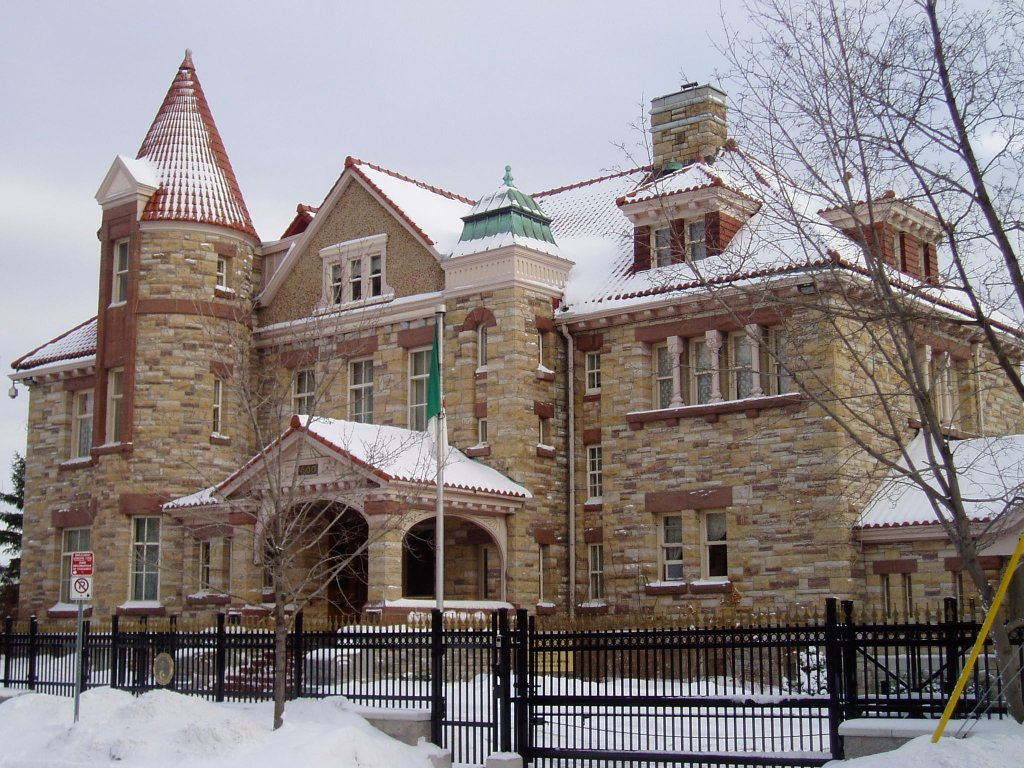
Ambassade à Ottawa.
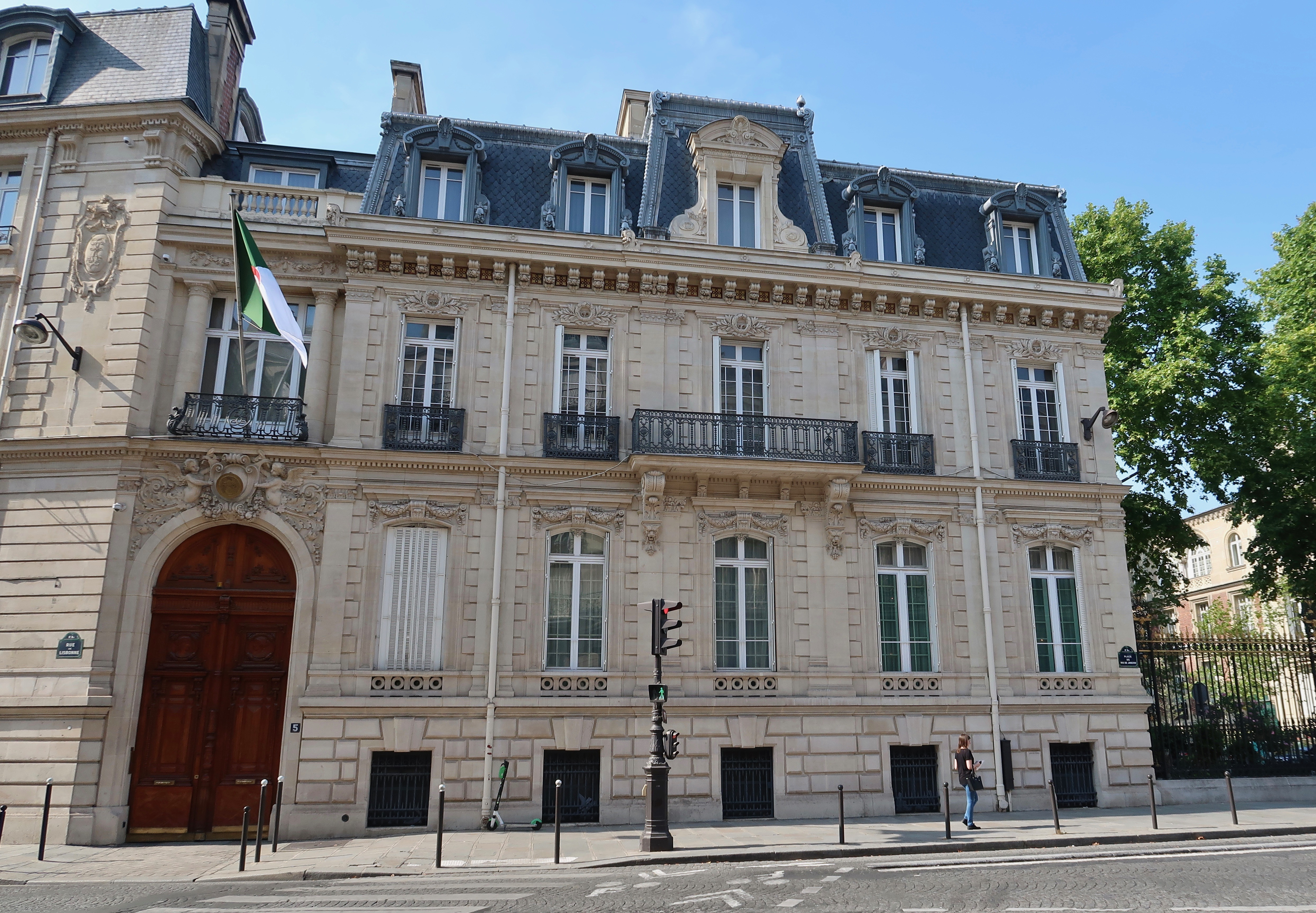
Ambassade à Paris.
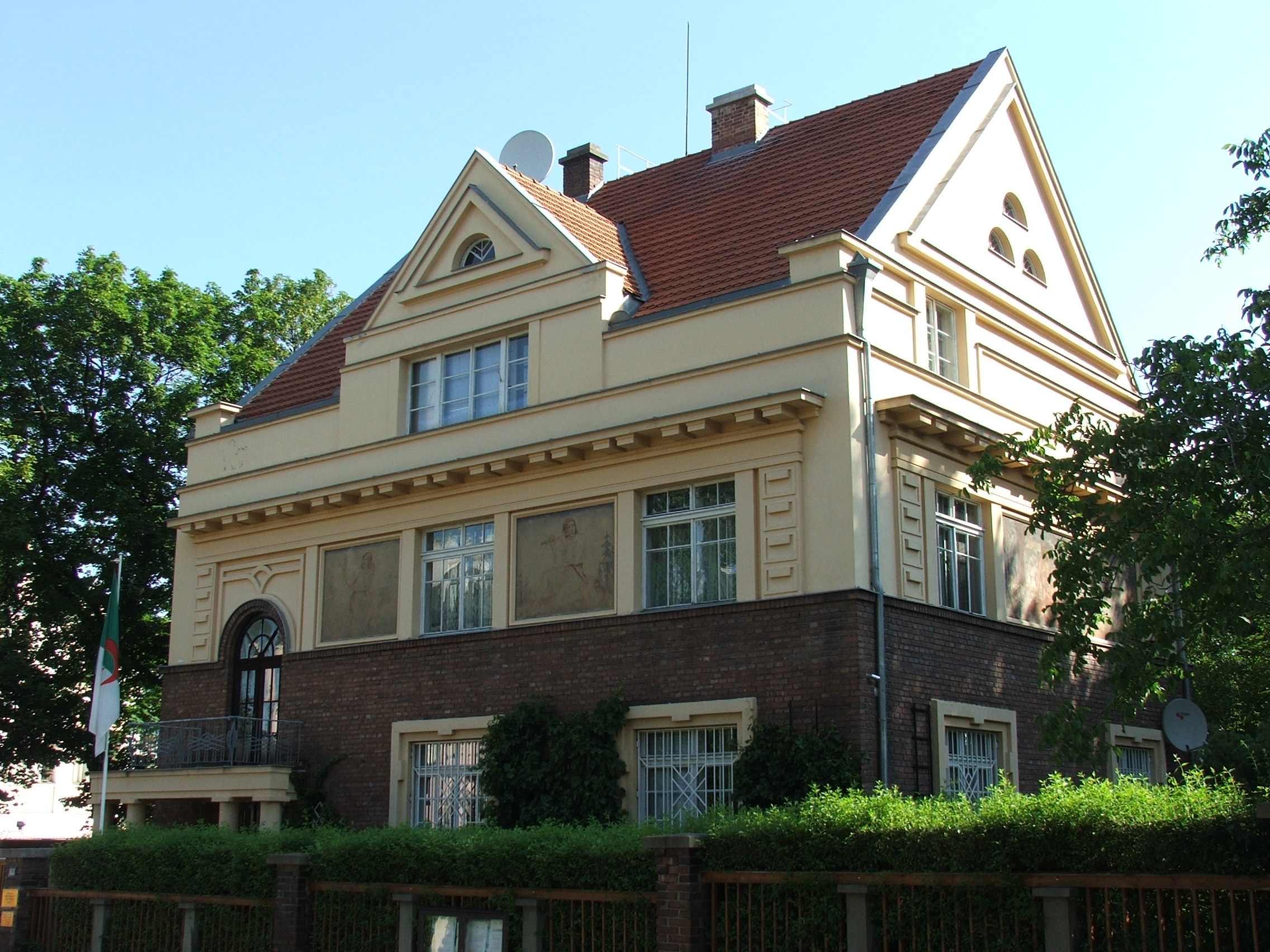
Ambassade à Prague.
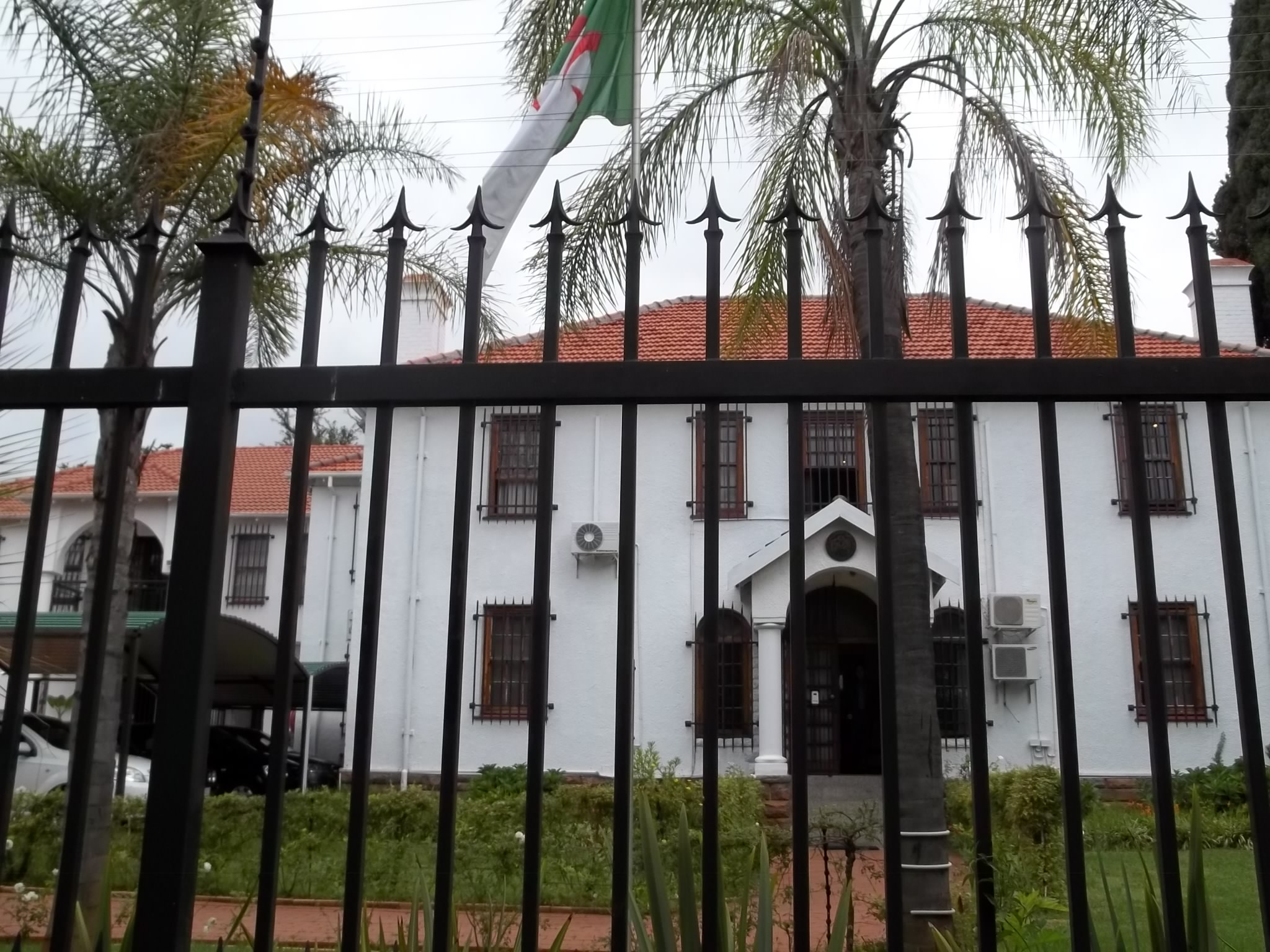
Ambassade à Pretoria.
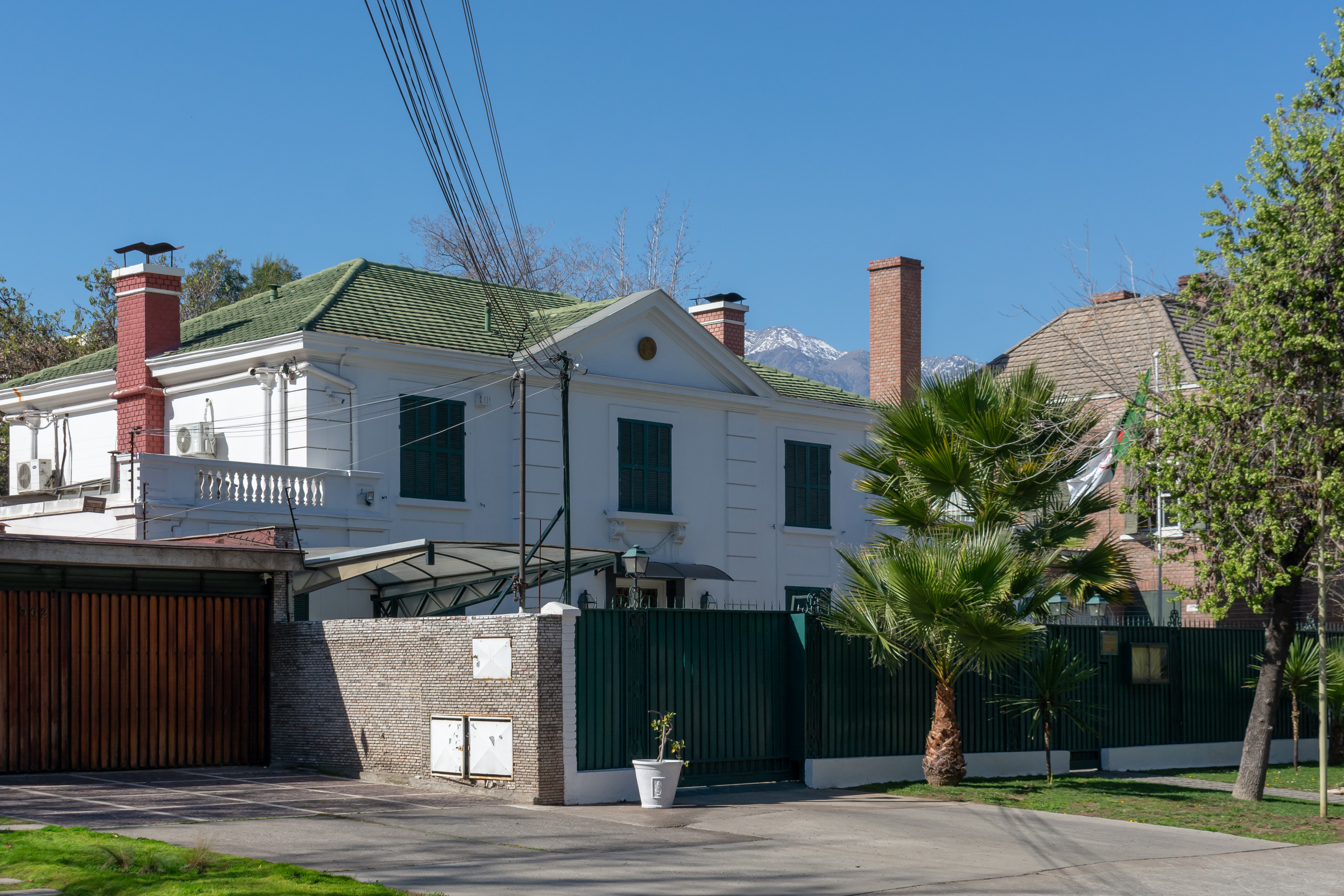
Ambassade à Santiago du Chili.
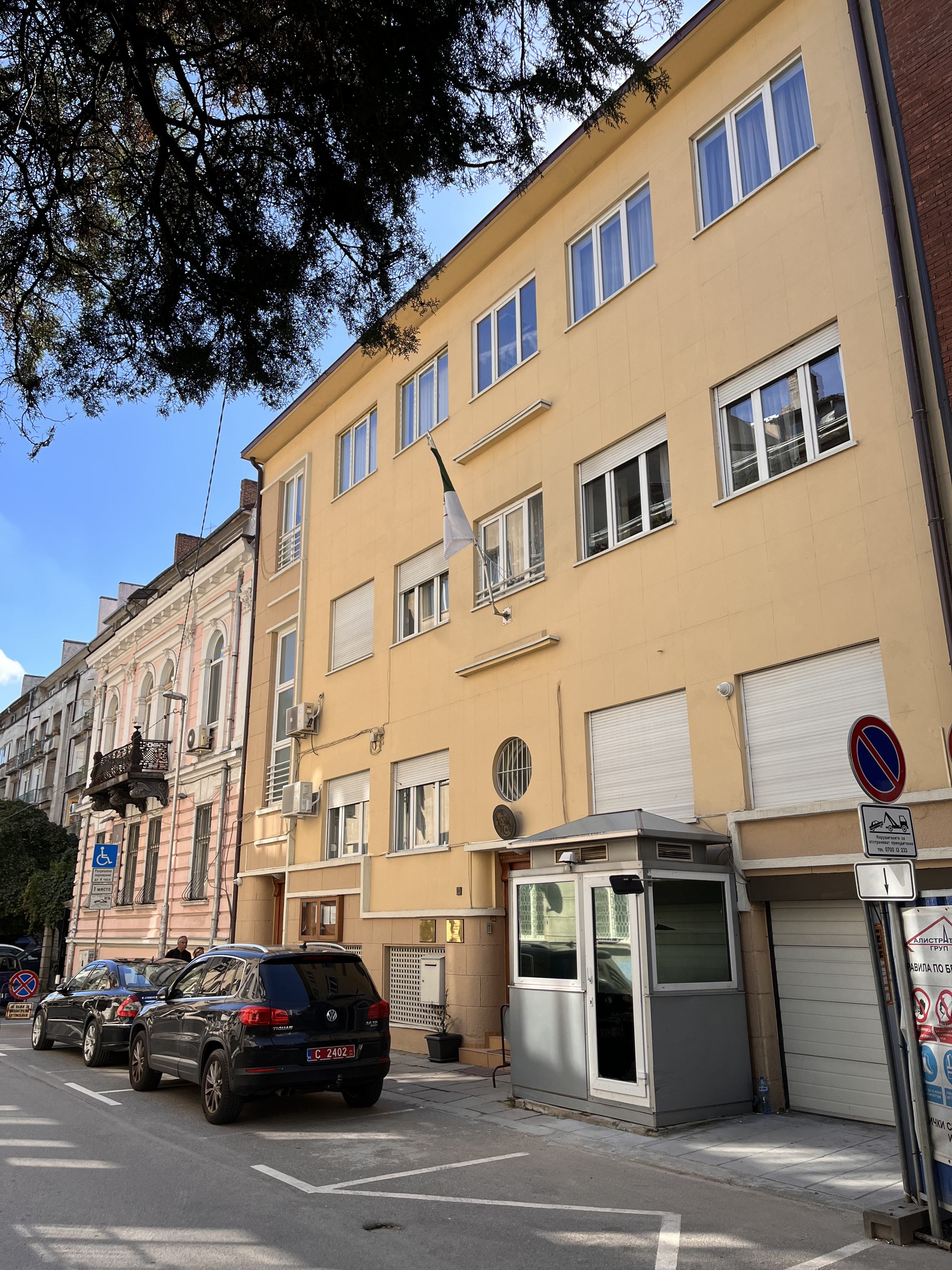
Ambassade à Sofia.
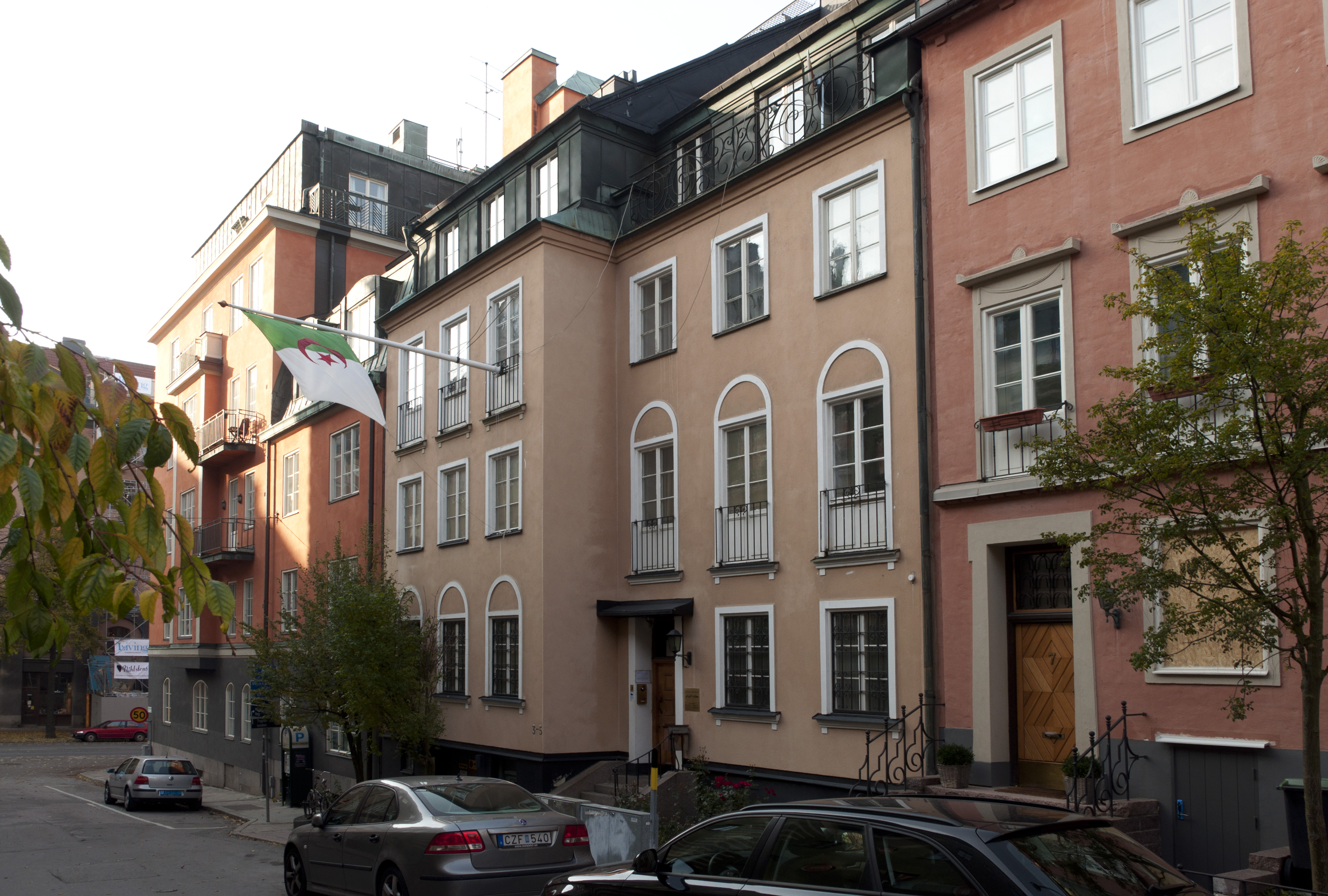
Ambassade à Stockholm.
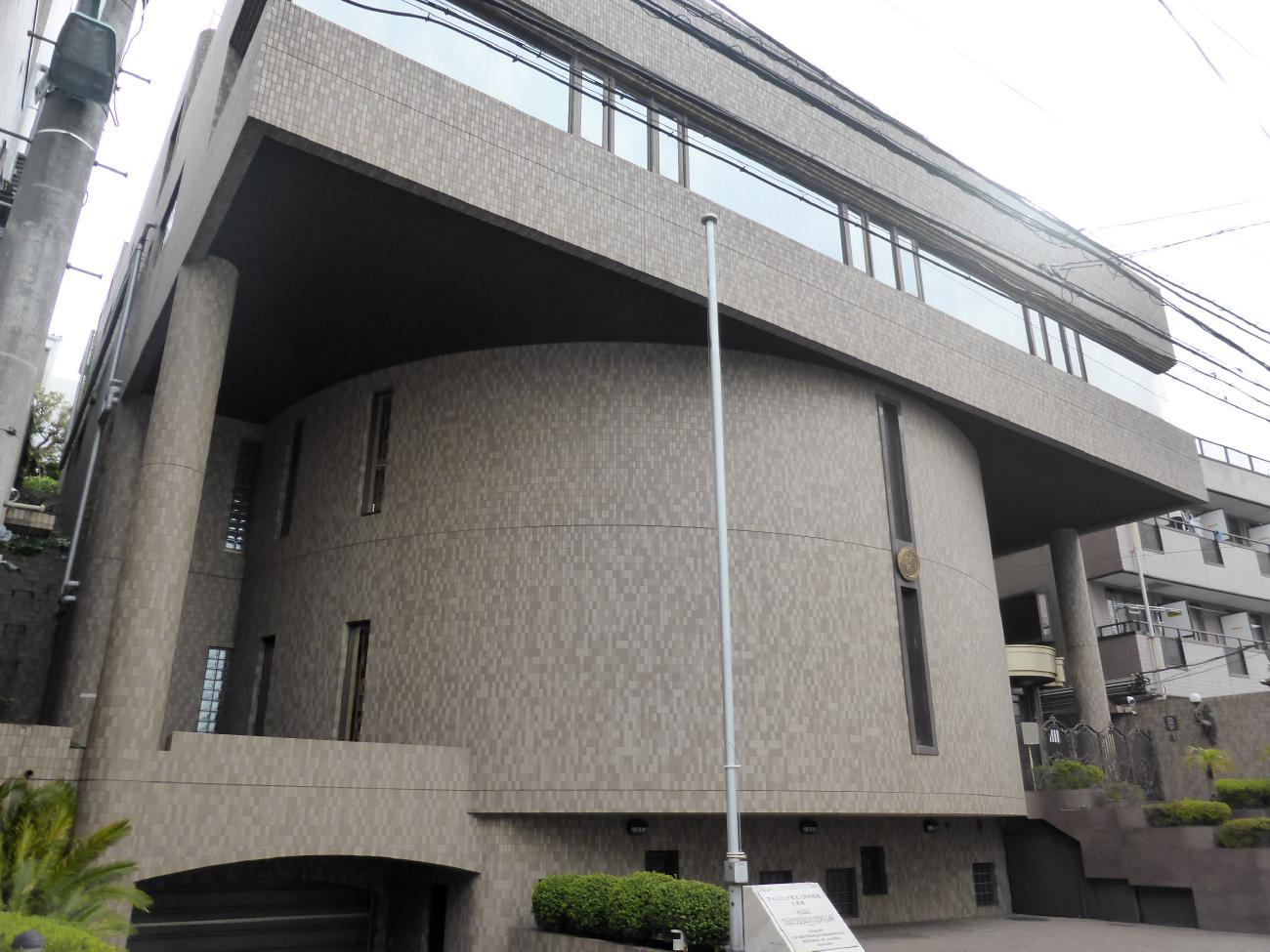
Ambassade à Tokyo.
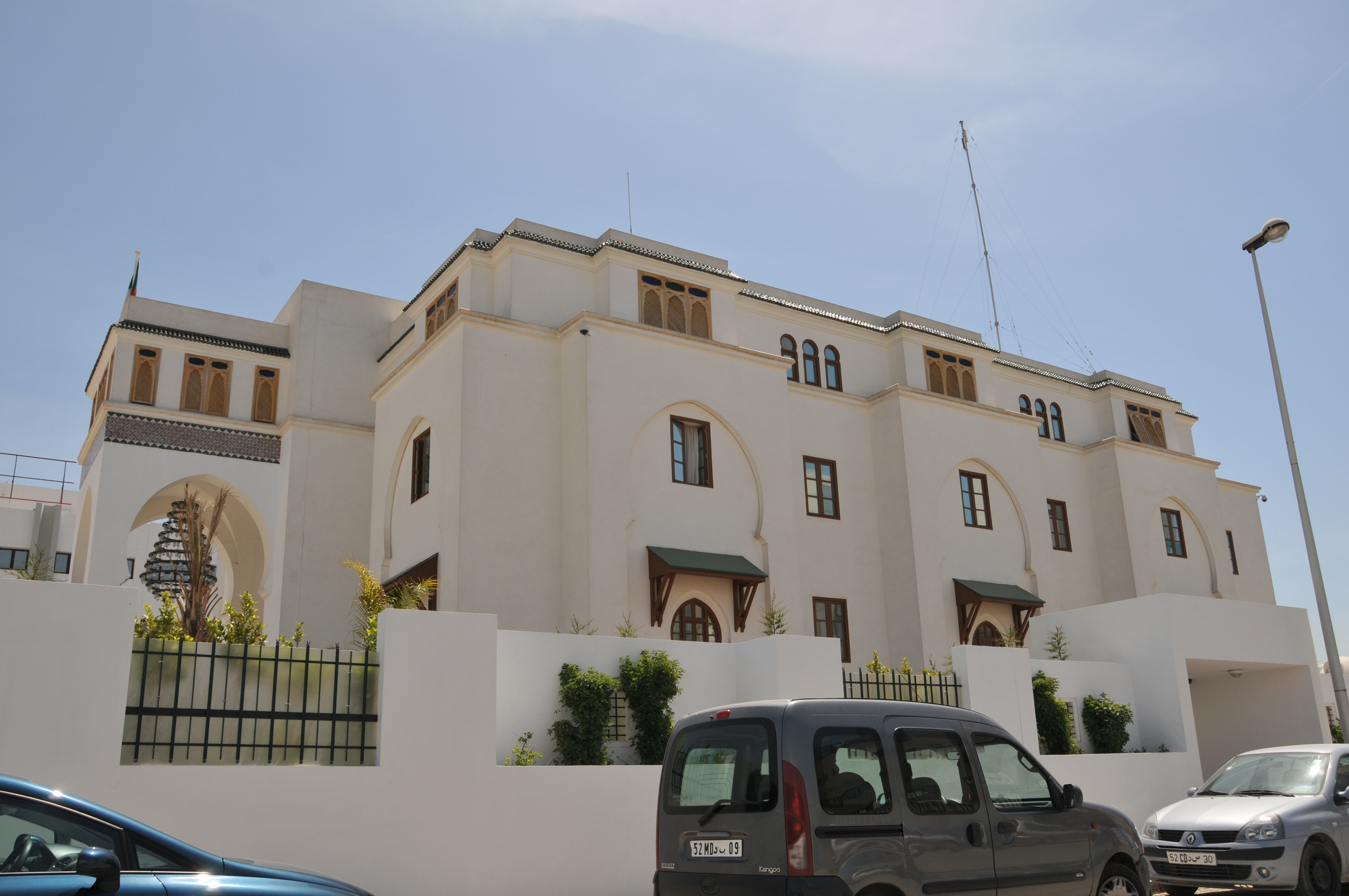
Ambassade à Tunis.
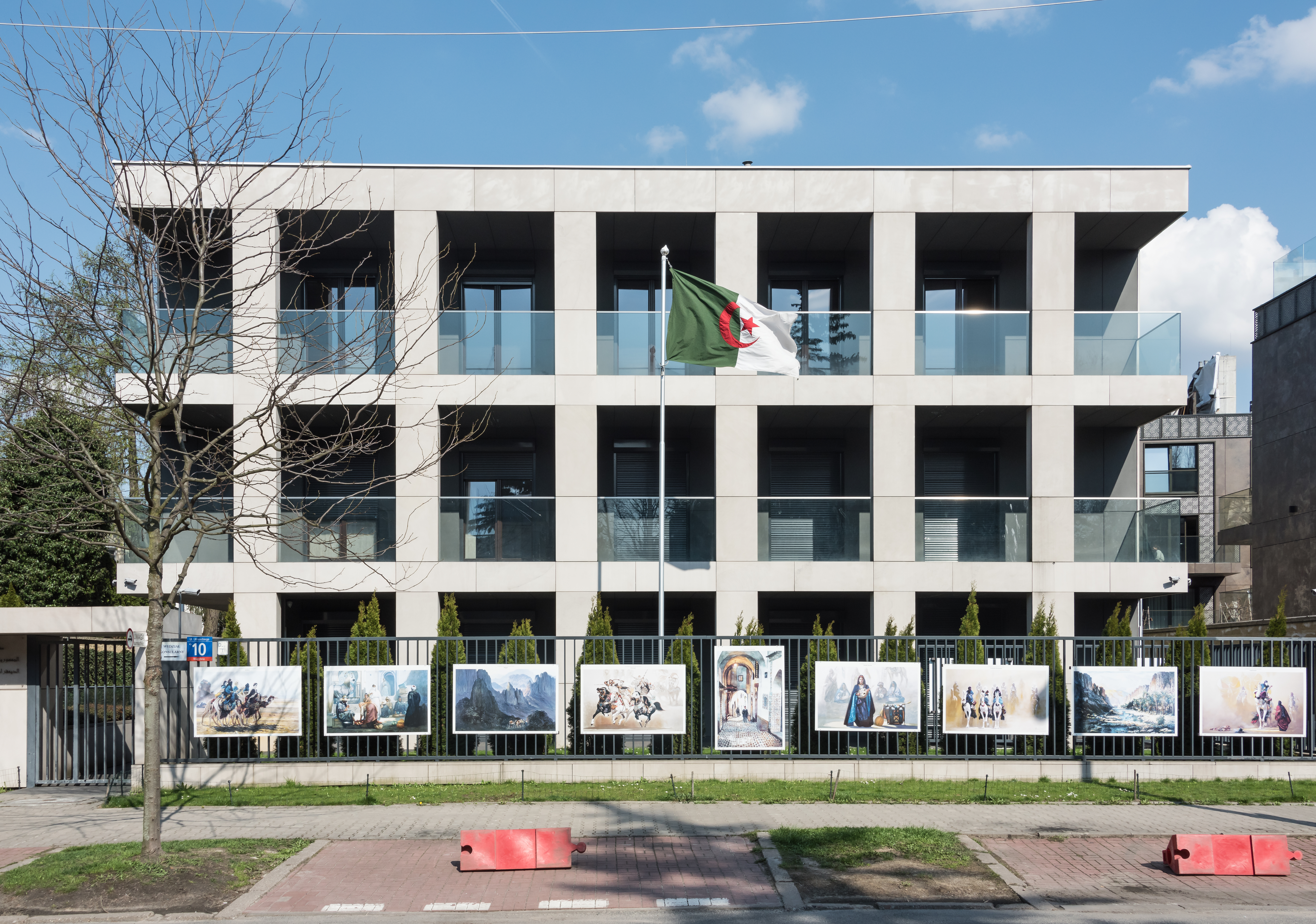
Ambassade à Varsovie.
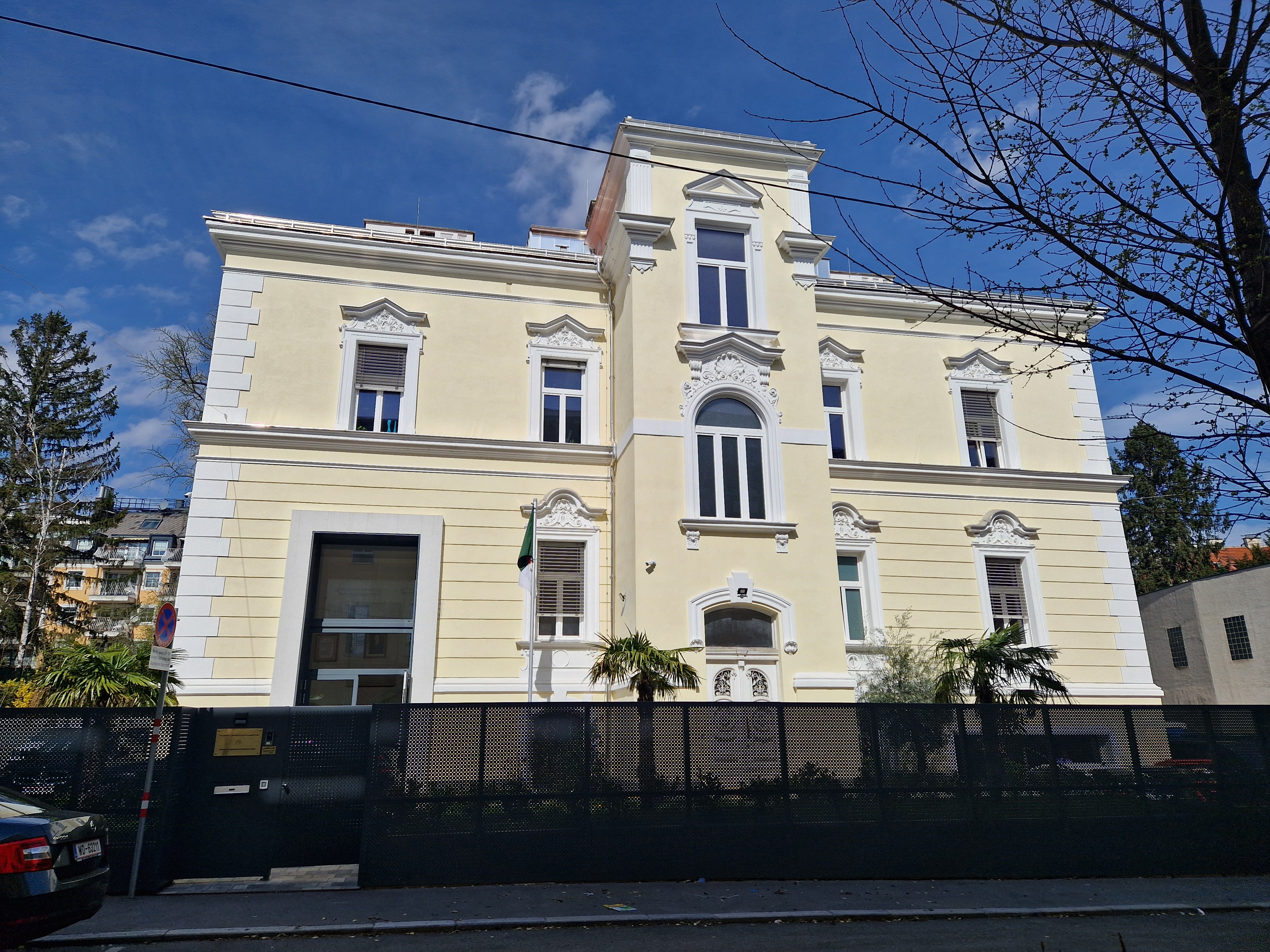
Ambassade à Vienne.
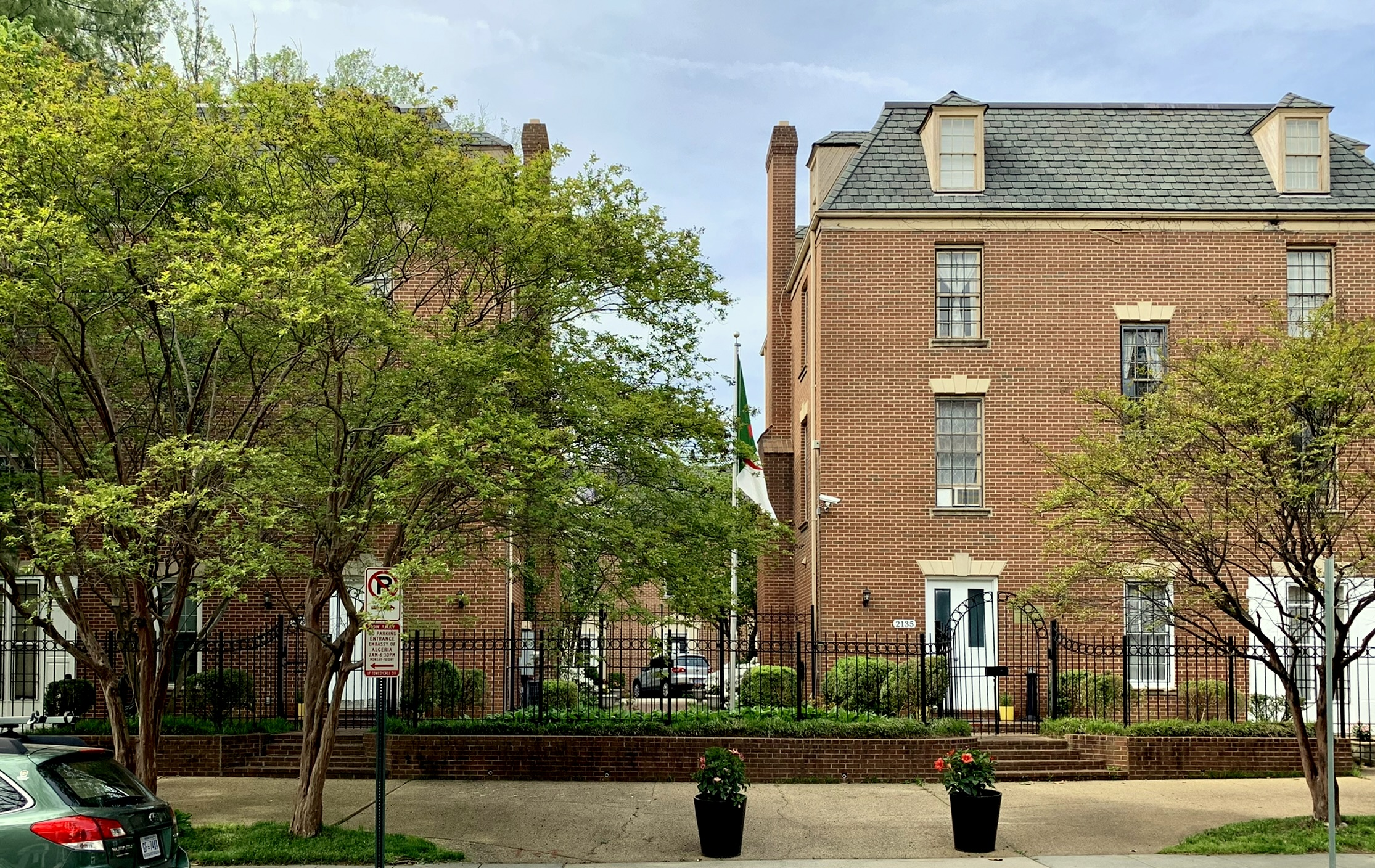
Ambassade à Washington.
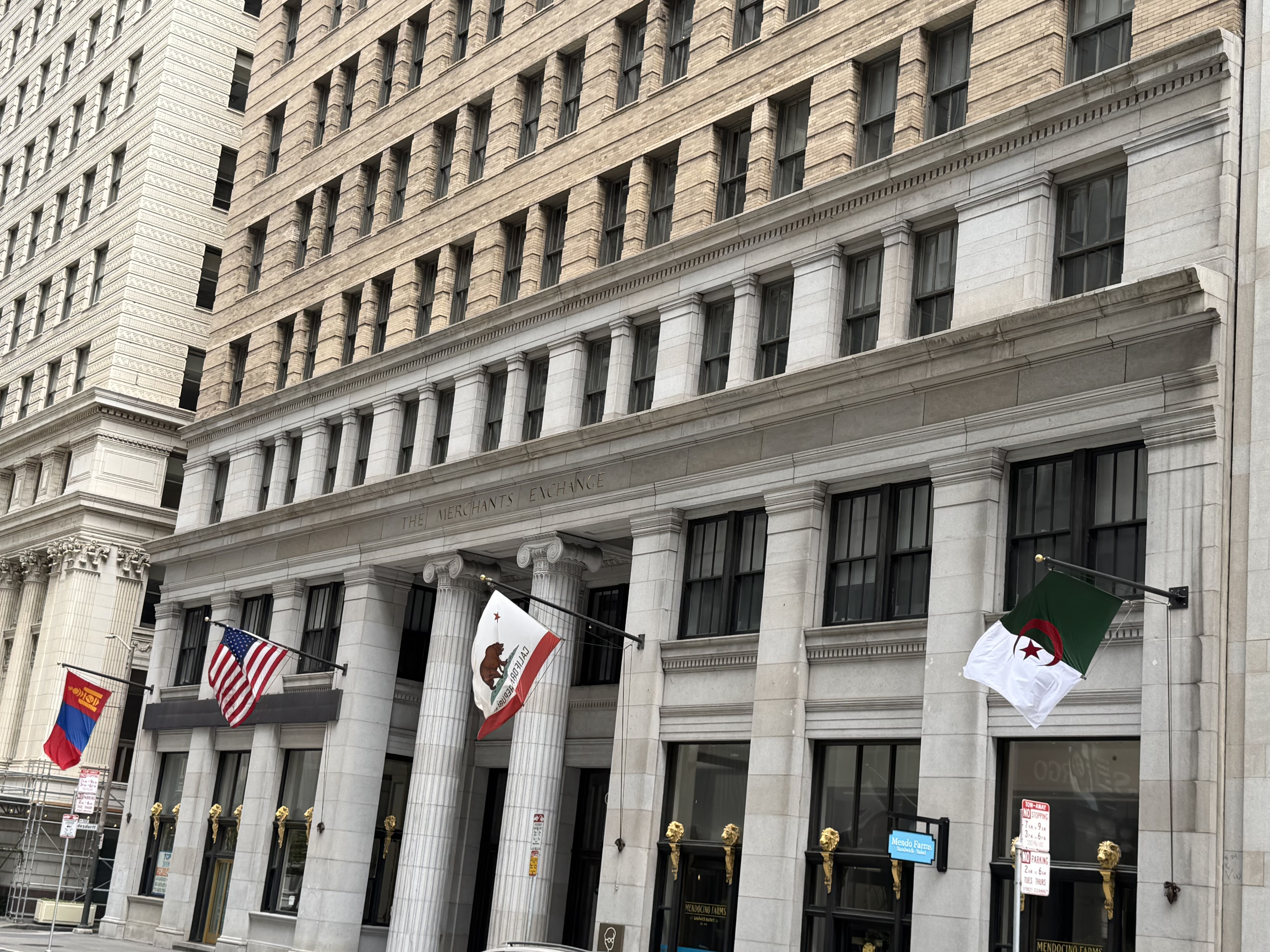
Consulat général à San Francisco.
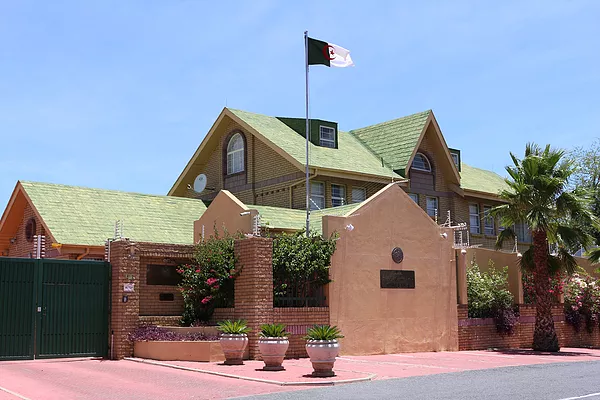
Ambassade à Windhoek.